# Lothar Buchmann
Lothar Buchmann (Breslau, 15 augustus 1936 – Reichelsheim, 21 november 2023) was een  Duits voetballer en voetbaltrainer. 

## Carrière als speler
Buchmann begon zijn carrière in 1955 bij FSV Mainz dat toen in de Oberliga Südwest speelde. Zijn eerste doelpunt maakte hij in een wedstrijd tegen Phönix Ludwigshafen. In 1960 maakte hij de overstap naar Eintracht Bad Kreuznach. Tussen 1955 en 1963 speelde hij 191 wedstrijden op het hoogste niveau en wist daarin 49 keer te scoren. Na de invoering van de Bundesliga in 1963 ging hij voor tweedeklasser Wormatia Worms spelen. Het doel was meteen te promoveren, maar het team eindigde derde achter Borussia Neunkirchen en FK Pirmasens. In 1965 maakte hij met Wormatia wel kans op promotie, maar moest men het in de eindronde afleggen tegen onder meer de latere promovendus Borussia Mönchengladbach. Van 1966 tot 1974 speelde hij nog voor VfR Bürstadt, dat in de amateurliga speelde. In 1972 werd deze club kampioen en promoveerde naar de Regionalliga Süd, de tweede klasse. In 1974 beëindigde hij zijn spelerscarrière en werd hij trainer bij Bürstadt.

## Carrière als trainer
Door de invoering van de 2. Bundesliga moest Bürstadt weer in de Amateurliga gaan spelen. Onder leiding van Buchmann werd de club twee keer op rij vicekampioen en in 1975 werd de club zelfs amateurkampioen van Duitsland. Hiermee was zijn trainerscarrière gelanceerd. Vervolgens ging hij aan de slag bij Darmstadt dat in de 2. Bundesliga speelde. Na twee seizoenen onder zijn leiding promoveerde Darmstadt naar de Bundesliga. Na één seizoen in de Bundesliga degradeerde de club echter alweer. Vervolgens maakte Buchmann de overstap naar VfB Stuttgart waarmee hij de derde plaats in de Bundesliga veroverde. Datzelfde seizoen nam Stuttgart ook aan de UEFA Cup deel. Buchmann leidde zijn club in dit toernooi naar de volledig West-Duitse halve finale. Hierin verloor Stuttgart van Borussia Mönchengladbach. 
In 1980 werd hij trainer van Eintracht Frankfurt, dat de UEFA Cup gewonnen had. Met deze club eindigde hij achtereenvolgens vijfde en achtste. In 1982 ging hij aan de slag bij de rivaal van Eintracht Frankfurt, Kickers Offenbach, dat evenwel in de 2. Bundesliga speelde. Hij leidde Offenbach naar de Bundesliga, maar werd in maart 1984 ontslagen wegens tegenvallende resultaten. Hierna ging hij opnieuw aan de slag bij Bürstadt en daarna bij Karlsruher SC. Na nog periodes bij Aschaffenburg en RW Essen trainde hij kort het Oostenrijkse LASK Linz en daarna enkel nog in lagere reeksen. 
Buchmann overleed op 87-jarige leeftijd in november 2023.